# Xã Monmouth, Quận Warren, Illinois
Xã Monmouth (tiếng Anh: Monmouth Township) là một xã thuộc quận Warren, tiểu bang Illinois, Hoa Kỳ. Năm 2010, dân số của xã này là 10.463 người.